# 전주전일초등학교
전주전일초등학교는 대한민국 전북특별자치도 전주시 덕진구 진북동에 있는 초등학교이다.

## 학교 연혁
- 1997년 3월 1일 전주전일초등학교 개교
- 1997년 4월 7일 미국 미시간주, 미피초등학교 자매결연
- 1997년 9월 5일 지역교육센터(발명공작실)개설
- 2019년 1월 23일 제21회 졸업식 (졸업생 58명, 총2629명)
- 2019년 3월 1일 13학급 편성
- 2019년 12월 27일 제22회 졸업식 (졸업생 67명, 총2696명)
- 2020년 3월 1일 12학급 편성
- 2021년 1월 19일 제23회 졸업식 (졸업생 52명), 총2,748명)
- 2021년 3월 1일 12학급 편성
- 2021년 3월 1일 제10대 최현순 교장 부임

## 참고 자료
- 전주전일초등학교 - 한국교육학술정보원 학교알리미